# Егіалей
Егіалей (грец. Αιγιαλέας) — син аргоського володаря Адраста і Демонасси, один з епігонів.